# Dendermondse School
Vanaf 1862 kwamen de voornaamste schilders uit de Kalmthoutse School zich langs de Scheldeboorden van de Dendermondse omgeving vestigen. Vooral het kunstenaarsdorp Vlassenbroek was trekpleister en geboortedorp van de Dendermondse School.

Het waren Isidore Meyers, Adriaan Jozef Heymans, Théodore Baron, Jacques Rosseels en Florent Crabeels die er de kunst van de Grijze School (Kalmthoutse School) kwamen bevestigen. De bekende Vlaamse luminist baron Franz Courtens kreeg er zijn eerste academische opleiding van Isidore Meyers en Jacques Rosseels, terwijl de Gentse schilder-etser Albert Baertsoen, tussen 1885 en 1888, ook in de buurt van Dendermonde verbleef en er de invloed van voornoemden onderging.

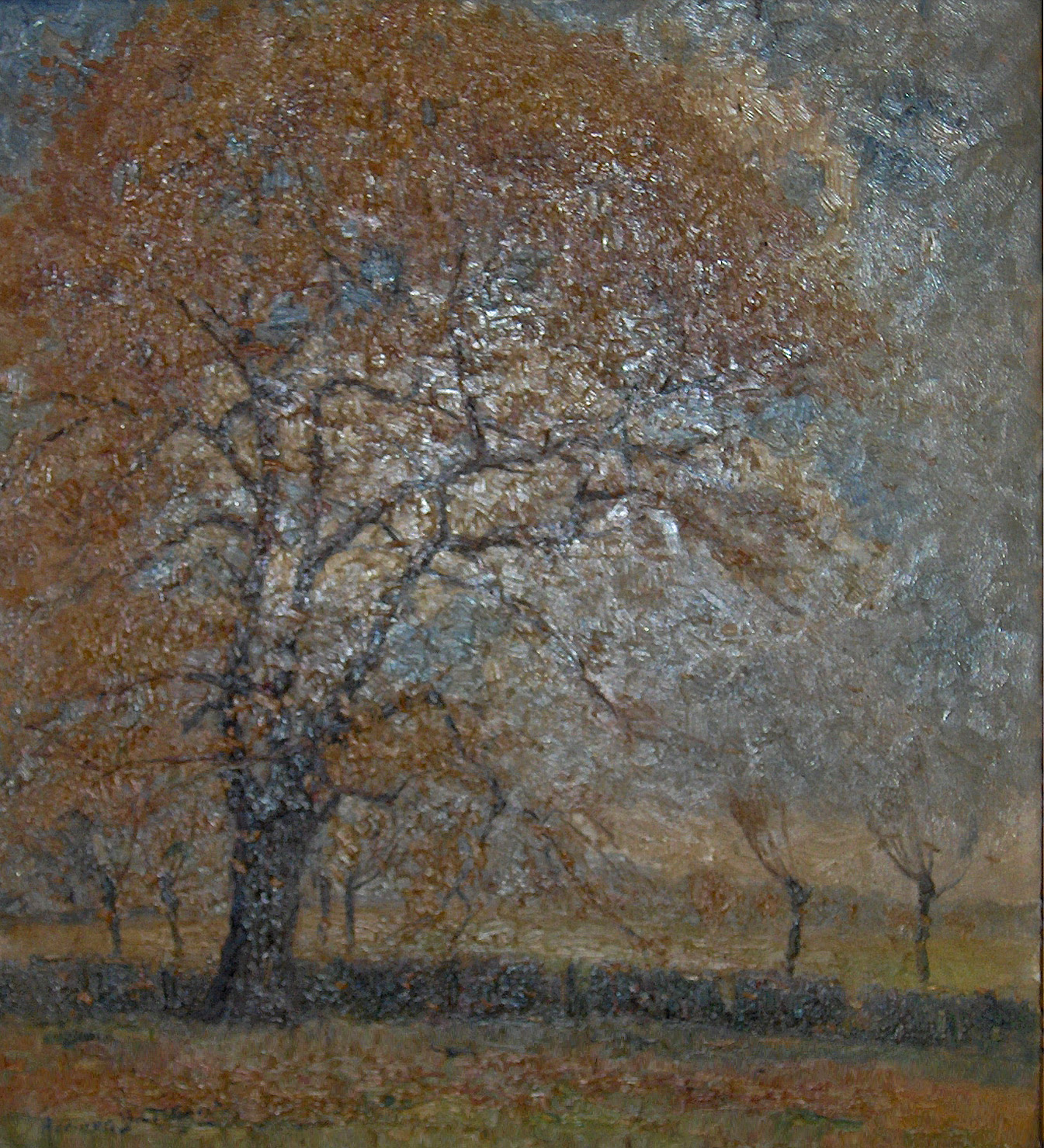
Herman Broeckaert, Landschap in de herfst

Er dient opgemerkt, dat kunsthistoricus Jean-Pierre De Bruyn, in zijn werk De Dendermondse Schildersschool, de kunstenaarsdynastie Verhas erkent als oorspronkelijke kernfiguren van de Dendermondse School, terwijl ze als Grijze School eerder de voortzetting was van de Kalmthoutse School. Algemeen wordt Jan Verhas als stichter van de Dendermondse School gezien.
Tot deze school behoren onder anderen Adolf Willems (1866-1953), Pieter Gorus (1881-1941), Leo Spanoghe (1874-1955), Jan Maes (1876-1974), Herman Broeckaert (1878-1930), Franz Callebaut (1856-1930), en Maurits Vander Cruyssen (1873-1942). Deze laatste behaalde eerste prijzen in 1888, 1890, 1894 en 1896.